# Deltote ocellata
Deltote ocellata is een vlinder van de familie van de uilen (Noctuidae). De wetenschappelijke naam van deze soort is voor het eerst voorgesteld als Cryphioides ocellata door Emilio Berio in een publicatie uit 1964.
De soort komt voor op Madagaskar.